# Bunny Wailer
Bunny Wailer, conocido como Jah B (Kingston, 10 de abril de 1947-Ib., 2 de marzo de 2021) fue un cantante, compositor y percusionista jamaiquino. Fue uno de los miembros originales del grupo de reggae The Wailers, junto con Bob Marley y Peter Tosh.

## Biografía
Bunny Wailer nació en Kingston en 1947, pero pasó la mayoría de su infancia en Nine Mile, donde conoció a Bob Marley. Se mudaron a Trenchtown.
Bunny fue encarcelado durante 14 meses por posesión ilegal de cannabis pasando 1967 tras las rejas. Mientras tanto, The Wailers firmaba un contrato con JAD, comprometiéndose a grabar con ellos.
Estuvo de gira con The Wailers en Inglaterra y Estados Unidos, pero pronto decidió no dejar su isla. 
The Wailers iban adquiriendo difusión internacional y la atención se centraba en Bob Marley, mientras Bunny Wailer y Peter Tosh pasaron a ocupar un lugar cada vez más marginal en el grupo. Bunny Wailer y Peter Tosh dejaron en 1974 The Wailers para proseguir carreras solistas. Fueron reemplazados por I Threes, lo que constituyó una movida para ensanchar la base de éxito para los Wailers en el mercado no jamaiquino.
Después de dejar The Wailers, Bunny se enfocó más en su fe. Se identificó con el movimiento rastafari, como los otros miembros del grupo. Después de haber fallado en la producción de discos por su propia cuenta, coprodujo una cantidad de sus grabaciones bajo su sello Solomonic. 
Escribió gran parte de su material y regrabó muchos cortes del repertorio de The Wailers. Bunny trabajó al principio en el estilo Roots reggae, transmitiendo normalmente sus mensajes políticos y espirituales. 
También le fue bien grabando en el más popular y típicamente apolítico estilo Dancehall. Bunny Wailer ganó el premio Grammy al mejor álbum de Reggae en 1990, 1994 y 1996.
En 1991, Bunny Wailer sufrió un revés en su carrera durante el evento anual Sting en Portmore, cuando fue forzado a abandonar el escenario tras recibir una lluvia de botellas por parte del público. Este incidente, típico en eventos de dancehall, destacó el conflicto entre el estilo clásico de Wailer en contraposición con las nuevas tendencias musicales de aclamados artistas como Ninjaman y Shabba Ranks.

## Discografía
Discografía como solista:
- Blackheart Man (1976)
- Protest (1977)
- Dubd'sco Vol. 1 (1978)
- Struggle (1978)
- Rock 'N' Groove (1981)
- Bunny Wailer Sings The Wailers (1980)
- Tribute (1981)
- Hook Line & Sinker (1982)
- Marketplace (1985)
- Rule Dance Hall (1987)
- Liberation (1988)
- Gumption (1990)
- Dance Massive (1992)
- Just Be Nice (1992)
- Hall Of Fame (1995)
- Communication (2000)
- World Peace (2003)
- Rub-A-Dub (2007)
- Reincarnated Souls (2013)

Recopilatorios:
- In I Father's House (1979)
- Roots Radics Rockers Reggae (1983)
- Rootsman Skanking (1987)
- Time Will Tell - A Tribute To Bob Marley (1990)
- Retrospective (1995)
- Dubd'sco Volumes 1 & 2 (1999)
- Tread Along The Solomonic Singles 1969-1976 (2016)
- Rise And Shine The Solomonic Singles 1977-1986 (2016)

Sencillos:
- Bide Up (1972)
- Searching For Love (1972)
- Pass It On (1973)
- Life Line (1973)
- Arabs Oil Weapon (1974)
- Rasta-man (1975)
- Amagideon (1976)
- Armagideon 12" (1976)
- Dreamland (1976)
- Battering Down Sentence (1976)
- Follow Fashion Monkey (1976)
- Get Up Stand Up 12" (1977)
- Love Fire (1977)
- Bright Soul (1977)
- Bright Soul 12" (1977)
- Roots Radics Rockers Reggae (1978)
- Rockers 12" (1978)
- Power Struggle (1978)
- Free Jah Children (1979)
- Riding 12" (1979)
- Togawar Game (1980)
- Innocent Blood (1980)
- Mellow Mood (1980)
- Collie Man (1981)
- Unity, Unity 12" (1981)
- Rise & Shine, Rise & Shine 12" (1981)
- Cool Runnings (1981)
- Galong So (1981)
- The Conqueror (1981)
- Dancing Shoes (1981)
- Arab Oil Weapon 12" (1981)
- Back To School (1982)
- Trouble Is On The Road Again (1982)
- Collie Man 12" (1982)
- Electric Boogie (1983)
- Boderation, Boderation 12" (1983)